# L'incantautore
L'incantautore è un album del cantautore italiano Mimmo Cavallo, pubblicato dall'etichetta discografica DDD nel 1992.
L'album, disponibile su long playing, musicassetta e compact disc, è prodotto da Antonio Coggio. I brani sono interamente composti dall'interprete, mentre gli arrangiamenti sono curati da Pinuccio Pirazzoli.

## Tracce

### Lato A
1. Signor Presidente
2. Il Sud del pianeta (L'incantautore)
3. Le donne che amano troppo
4. Atz...!!

### Lato B
1. Estate all'italiana
2. Non t'arrabbia' Maria
3. Di traffico si muore
4. Il fiato della notte

## Formazione
- Mimmo Cavallo – voce
- Pinuccio Pirazzoli – tastiera, programmazione, pianoforte
- Massimo Morrone – batteria
- Paolo Carta – chitarra
- Cinzia Colantonio, Massimo Cardamone, Carmelo Labate, Carmelo Lico – cori